# Puig d'en Ponç (Santa Cristina d'Aro)
El Puig d'en Ponç és una muntanya de 412 metres que es troba al municipi de Santa Cristina d'Aro, a la comarca catalana del Baix Empordà.
Al cim podem trobar-hi un vèrtex geodèsic (referència 30914001). Al seu vessant nord neix la Riera de Mas Riera.